# Jan Radlica
Jan Radlica of Joannes Parvus (overleden op 12 januari 1392, Krakau) was de 30e bisschop van Krakau, theoloog en arts.

## Biografie
Hij was een telg van de Poolse heraldische clan Korab. Jan studeerde aan de Universiteit van Montpellier en werd door de koning van Frankrijk aan Lodewijk I van Hongarije aanbevolen als een "uitstekende arts". Zodoende werd hij in 1376 arts en adviseur in het hof van de koning en pastoor van zijn dochter Hedwig van Polen. Jan Radlica kreeg in 1380 een zetel in het vier-koppige kabinet dat in de afwezigheid van de koning over Polen moest heersen. Hij droeg tussen 1381 en 1382 de titel Regni Poloniae supremus. Jan Radlica werd in februari 1982 tot bisschop gewijd en diende ook als kanselier van de Jagiellonische Universiteit. Jan stichtte in 1382 het miniemen klooster op de Jasna Góra. Na de dood van Jan Radlica in 1392 ontstond er een twist rondom de positie van zijn opvolger als bisschop van Krakau.